# الوعرة (المسيمير)

تعديل مصدري - تعديل

الوعرة هي إحدى قرى عزلة المسيمير بمديرية المسيمير التابعة لمحافظة لحج، بلغ تعداد سكانها 110 نسمة حسب تعداد اليمن لعام 2004.